# ヘルツェグ・ノヴィ
ヘルツェグ・ノヴィ （セルビア語: Херцег Нови, イタリア語: Castelnuovo, ギリシア語: Νεοκαστρον / Neòkastron）は、モンテネグロの都市。アドリア海沿岸の都市で、コトル湾の入り口、オリェン山の麓に位置している。およそ17万人の人口を持つヘルツェグ・ノヴィ基礎自治体の行政中心地であり、アドリア海沿岸都市で最大のセルビア人人口を抱えている。数世紀に渡りヴェネツィア共和国領アルバニア・ヴェネタに属したヘルツェグ・ノヴィは、イタリア語でカステルヌオーヴォ（新しい城という意味）と呼ばれていた。ヘルツェグ・ノヴィはアドリア海沿岸の定住地としては歴史が浅いにもかかわらず、波瀾万丈の過去を持つ。様々な占領の歴史が、都市の多様で絵のように美しい建築様式の混合を作り上げた。

## 気候

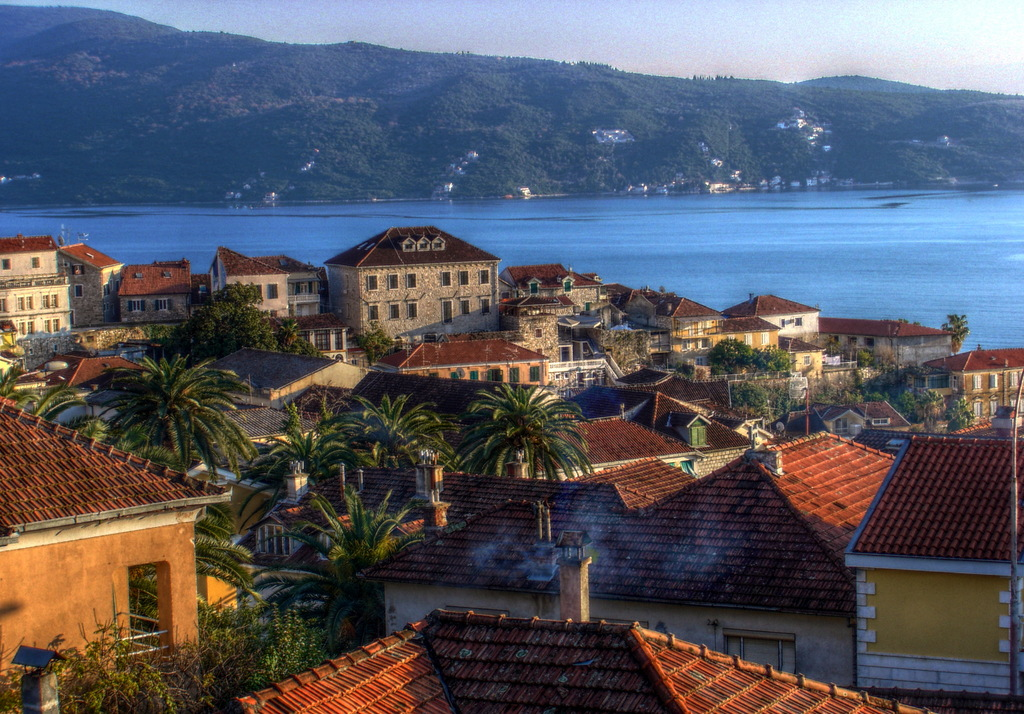
市街とコトル湾

コトル湾地方は、暑くて乾燥した夏と、温暖な冬が特徴の地中海性気候である。ヘルツェグ・ノヴィは、海に近接し、石灰岩質の地層低質、寒気団の進展を防ぐ山がちな後背地という南側の解説の結果、特殊な小気候を持つ。
ヘルツェグ・ノヴィは年間の晴天日がおよそ200日である。7月と8月は日におよそ11時間が晴天である。年間平均気温は16.2℃である（これはナポリやリスボンと同じである）。わずかな気温変動がしばしば起こる。一日の平均気温変動はわずか4℃である。5月から9月の平均気温はおよそ25℃で、夏の海水温が22℃から26℃とむしろ高いことから5ヶ月もの長さの海水浴シーズンが与えられている。
年間平均降水量は1930mmである。相対的に大気中の湿度は高いレベルにあり、最高を記録する秋で80％、最低を記録する夏で63％である。

## 歴史

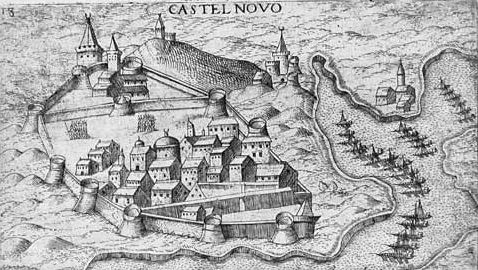
中世の要塞

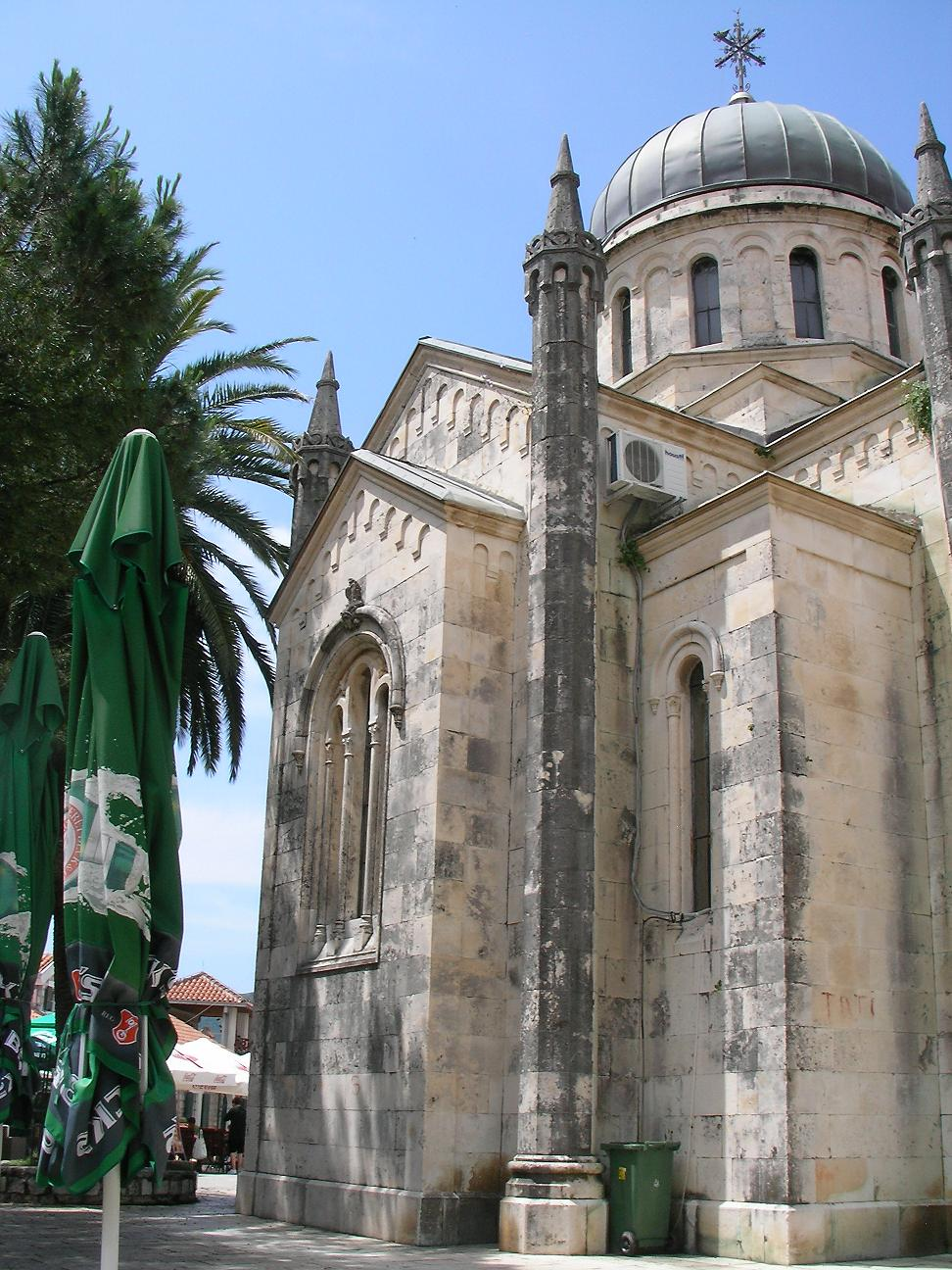
市内の教会

ヘルツェグ・ノヴィは、1382年に要塞としてボスニア王トヴルトコ1世（Tvrtko I of Bosnia）によってつくられ、スヴェティ・ステファンまたはカステルヌオーヴォと呼ばれた。トヴルトコの死後、ヘルツェゴビナのコサチャ家出身のサンダリ・フラニッチ公（en:Sandalj Hranić）がカステルヌオーヴォを獲得した。フラニッチ公の治世の間、ヘルツェグ・ノヴィは塩の貿易で活気があった。フラニッチ公が死ぬと、彼の甥にあたるスチェパン・ヴクチッチ・コサチャ（Stjepan Vukčić Kosača）がカステルヌオーヴォを継承した。スチェパンのもとで、カステルヌオーヴォは拡大し都市となり、ヘルツェグ・ノヴィと改名した。
1482年、オスマン帝国がヘルツェグ・ノヴィを征服し、1687年まで200年間治めた。しかし、その間の1538年から1539年の短期間スペイン人がトルコを追い出している。
ヴェネツィア共和国が都市の支配を手中におさめ、コトル湾と現在のモンテネグロ沿岸とともにアルバニア・ヴェネタという行政単位を編成した。1798年8月24日、ヘルツェグ・ノヴィはオーストリアに併合されたが、1805年12月26日のプレスブルクの和約によりロシア帝国へ割譲された。ロシア人は正式には1806年2月28日から1807年8月12日の間ヘルツェグ・ノヴィを占領していた。
1807年7月7日、ヘルツェグ・ノヴィはティルジットの和約によってフランス帝国へ割譲された。正式なフランス支配はロシア人が都市を発った1807年8月12日に始まった。市は1809年10月14日までダルマチアの一部であったが、その後新設されたイリュリア州へ併合された。
コトル湾の他地域同様ヘルツェグ・ノヴィは、1813年にモンテネグロ軍に占領された。1813年9月11日から1814年6月10日の間、モンテネグロ政府の支援を受けた、ドブロタに本拠をおいた暫定政府の管理下にあった。1814年のオーストリア＝ハンガリー帝国軍の出現が、6月11日、モンテネグロ主教公ニコラ1世に領域をオーストリアへ移譲させた。
コトル湾とともにヘルツェグ・ノヴィが再び占領されると、市はハプスブルク家直轄領ダルマチア王国（Kingdom of Dalmatia）の一部となった。湾は1918年までオーストリア＝ハンガリーの支配下に置かれた。
モンテネグロ王国は第一次世界大戦中に、コトル湾を奪還しようとロヴチェン山から砲撃した。しかし1916年、オーストリア＝ハンガリーはモンテネグロを敗退させた。1918年11月7日、セルビア軍がコトル湾へ入り、解放者として住民に迎えられた。湾は、むしろセルビアとの直接統合を望んでいたが、スロベニア人・クロアチア人・セルビア人国の一部となった。その1ヶ月後にセルビア人・クロアチア人・スロベニア人王国が成立し1929年にはユーゴスラビア王国へと改名した。コトル湾は1922年に廃止されるまで、ダルマチアの基礎自治体であった。1929年から、ゼタ州（Zeta Banovina）に併合された。
ヘルツェグ・ノヴィは第二次世界大戦中、イタリア王国に併合され、イタリア領ダルマティア県の一部となった。1943年9月10日、パルチザン軍によってヘルツェグ・ノヴィは奪い返された。その後、モンテネグロ社会主義共和国の一部としてユーゴスラビア社会主義連邦共和国に公式に併合された。

## 観光

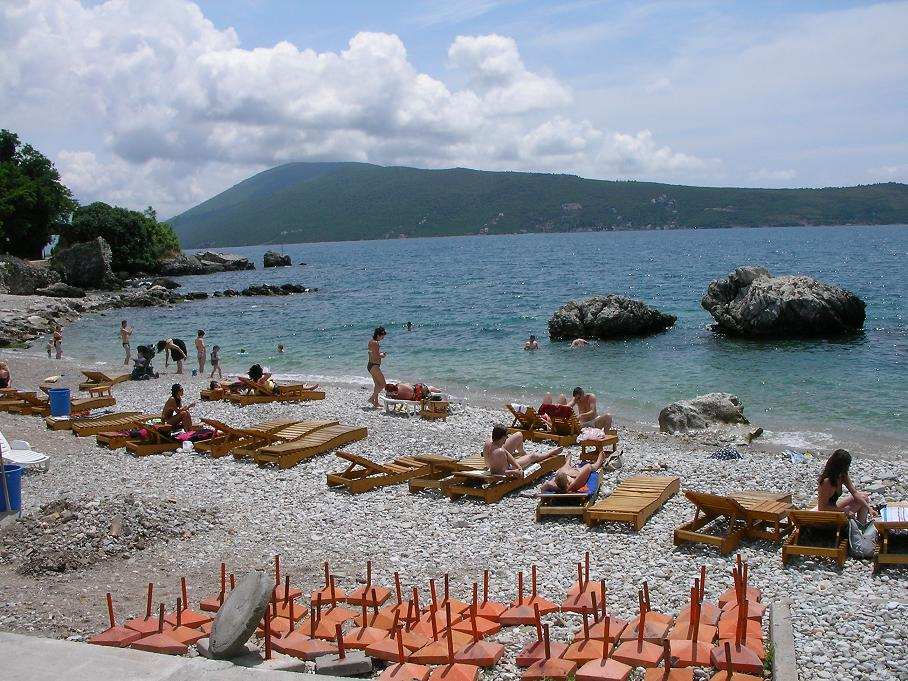
ビーチ

ヘルツェグ・ノヴィはモンテネグロ有数の観光名所である。滞在型スパ（Destination Spa）と健康センターとしてよく知られている。近郊のイガロは、イガリスコ・ブラト（igaljsko blato、イガロの泥）と呼ばれるマッド・バス（健康と美容目的の海泥浴）、イガリスケ・スラティネ（igaljske slatine、イガロ鉱泉）と呼ばれる鉱泉地が多くある。ヘルツェグ・ノヴィで最も有名な観光名所は、ボスニア王トヴルトコ1世が1382年に建設したフォルテ・マーレ城である。この城には19世紀にオーストリア人が建てた時計塔、トルコ人が建てたカンリ塔、城内のベラヴィスタ広場にはセルビア正教会の大天使ミカエル教会がある。
コトル湾に沿った長い砂浜のビーチなしでは都市そのものが日光浴の目的地にならないとはいえ、多くのビーチはボートで行くことができる。観光会社は、ヘルツェグ・ノヴィ対岸のルシュティツァ半島からの日帰りボート旅行を計画する。ルシュティツァ半島の人気のビーチには、ジャニツ、ミリシュテ、ロセがある。ヘルツェグ・ノヴィは、ユーゴスラビア紛争以前のモンテネグロで一泊滞在した場合の宿泊地の1/3を占めていた。しかしブドヴァ、コトルといった沿岸北部のリゾート地が気に入られてから状況が変わった。ヘルツェグ・ノヴィ観光が直面している最大の問題は、クロアチアから引かれている水道水の不足である。クロアチアの基礎自治体コナヴレ（Konavle）から供給される水道水への支払いの不履行により、特に夏季のピーク時には、水道水の頻繁な中止と水栓の乾燥を引き起こす結果となっている。

## 交通
ヘルツェグ・ノヴィは常に、モンテネグロ内陸部とセルビア発バスの終着地である。2車線あるアドリア海高速道路（en:Adriatic Highway、E65でもある）が、モンテネグロ沿岸の全長に伸び、クロアチア国境にあるデベリ・ブリイェグでのクロアチア道路網との結合前に、ヘルツェグ・ノヴィを通過する。
カメナリではフェリーが運行される。ヴェリゲ水道でのレペタネ線は、ティヴァト、コトル、ブドヴァ、モンテネグロ内陸部へ到着するためにコトル湾周囲を全て行く必要性が除外されている。
フェリーを経由すれば、23km離れたティヴァト空港へ行ける。空港はベオグラード、チューリヒ間の定期便があり、夏期の間ティヴァト空港には何十ものチャーター機が毎日着陸する。クロアチアにあるドゥブロヴニク空港は30kmほど離れており、多くのヨーロッパ諸国との定期便を維持している。

## 人口
基礎自治体ヘルツェグ・ノヴィは、プレヴラカ半島からヴェリゲ水道へ伸びる。沿岸のこの細長い土地に沿って、ヘルツェグ・ノヴィ自治体に属する町はほぼ完全な一列となっており、2003年の調査では住民は33,034人であった。この人口にはイガロ、ヘルツェグ・ノヴィ、バオシチ、ジェノヴィチ、メリネ、ビイェラが含まれる。これらの町村は近接しているため、ヘルツェグ・ノヴィとイガロは両方合わせて人口16,493人の一つの町と常にみなされている。行政上は、ヘルツェグ・ノヴィの人口は12,739人である。
イガロを含むヘルツェグ・ノヴィの人口:
- 1981年3月3日 - 12,686人
- 1991年3月3日 - 15,105
- 2003年11月1日 - 16,493

1948年の調査時における民族:
- 73.02% モンテネグロ人とその他
- 18.59% セルビア人
- 8.39% クロアチア人

1961年の調査時における民族（当時の総人口は15,157人であった）:
- 8,849人 モンテネグロ人 (58.38%)
- 4,261人 セルビア人 (28.11%)
- 1,544人 クロアチア人 (10.18%)
- 102人 ユーゴスラビア人 (0.67%)
- 67人 アルバニア人 (0.44%)
- 31人 ムスリム人 (0.2%)
- 303人 その他 (2.02%)

1971年調査時の民族（総人口18,368人）:
- 8,581人 モンテネグロ人 (46.71%)
- 5,216人 セルビア人 (28.39%)
- 2,553人 ユーゴスラビア人 (13.89%)
- 1,195人 クロアチア人 (6.5%)
- 83人 アルバニア人 (0.45%)
- 82人 ムスリム人 (0.44%)
- 658人 その他 (3.62%)

1981年調査時の民族（総人口23,258人）
- 9,877人 モンテネグロ人 (42.46%)
- 8,006人 ユーゴスラビア人 (34.42%)
- 3,844人 セルビア人 (16.52%)
- 702人 クロアチア人 (3.01%)
- 152人 ムスリム人 (0.65%)
- 83人 アルバニア人 (0.35%)
- 594人 その他 (2.59%)

1991年調査時の民族（総人口27,589人）
- 11,223人 モンテネグロ人 (40.67%)
- 8,528人 セルビア人 (30.91%)
- 5,257人 ユーゴスラビア人 (19.05%)
- 630人 クロアチア人 (2.28%)
- 332人 ムスリム人 (1.2%)
- 103人 アルバニア人 (0.37%)
- 1,516人 その他 (5.52%)

2003年調査時における民族（総人口33,971人）:
- 17,818人 セルビア人 (52.45%)
- 9,651人 モンテネグロ人 (28.41%)
- 831人 クロアチア人 (2.45%)
- 290人 ロマ人 (0.85%)
- 218人 ムスリム人 (0.64%)
- 89人 ボシュニャク人 (0.26%)
- 25人 アルバニア人 (0.07%)
- 1,350人 その他 (3.97%)
- 2,800人 民族を明らかにしない人 (8.24%)
- 899人 不明 (2.65%)

## 対外関係

### 姉妹都市・提携都市
姉妹都市
- グリオネージ、イタリア
- スメデレヴォ、セルビア
- ゼムン、セルビア
- レヴァンゲル、ノルウェー

提携都市
- 新城市（日本国 中部地方 愛知県）